# Station Rainham (Londen)
Rainham (Londen) is een spoorwegstation van National Rail in Havering in Engeland. Het station is eigendom van Network Rail en wordt beheerd door c2c. 